# Хелена од Велике Британије
Хелена од Велике Британије или Хелена Августа Викторија (25. мај 1846 – 9. јун 1923) је била британска принцеза и ћерка краљице Викторије и принца Алберта. Касније се удала за немачког принца Кристијана од Шлезвиг-Холстајна.
Хелену су образовали приватни наставници и васпитачи по избору њеног оца и његовог блиског пријатеља и саветника, барона Стокмара. Детињство је провела са родитељима путујући између различитих краљевских резиденција у Британији. Интимна атмосфера краљевског двора престала је 14. децембра 1861. године, када јој је отац умро, а мајка ушла у период интензивне жалости. После тога, раних 1860-их, Хелена је започела флерт са библиотекарем из Немачке, Карлом Руландом. Иако је природа везе углавном непозната, Хеленина романтична писма Руланду опстају. Након што је краљица то сазнала 1863. године, отпустила је Руланда, који се вратио у родну Немачку. Три године касније, 5. јула 1866, Хелена се удала за принца Кристијана од Шлезвиг-Холштајна. Пар је остао у Британији, на дистанци од краљице, која је волела да има своје ћерке у близини. Хелена је, заједно са најмлађом сестром, принцезом Беатрис, постала краљичина незванична секретарица. Међутим, након смрти краљице Викторије 22. јануара 1901, Хелена је видела релативно мало своје преживеле браће и сестара, укључујући краља Едварда VII.
Хелена је била најактивнија чланица краљевске породице, спроводећи опсежан програм краљевских веридби. Такође је била активни покровитељ добротворних организација и била је један од чланова оснивача Британског црвеног крста. Била је оснивач председник Краљевске школе за рад са иглама и председница Удружења за негу болесника у радничкој кући и Краљевског британског удружења медицинских сестара. Као председница потоњег, снажно је подржавала регистрацију медицинске сестре против савета Флоренс Најтингејл. Године 1916. постала је први члан своје породице која је прославила 50. годишњицу венчања, али је супруг умро годину дана касније. Хелена га је надживела шест година, умирући у доби од 77 година 9. јуна 1923. године.

## Рани живот
Хелена је рођена у Бакингемској палати, званичној краљевској резиденцији у Лондону, 25. маја 1846, дан након 27. рођендана своје мајке. Алберт је известио свог брата Ернеста II, војводу од Сакс-Кобурга и Гота, да је Хелена „на овај свет дошла прилично плава, али да јој је сада сасвим добро“. Додао је да је краљица „патила дуже и више него други пут и мораће да остане врло тиха да би се опоравила.“ Алберт и Викторија изабрали су имена Хелена Августа Викторија. Немачки надимак за Хелену био је Хеленчен, касније скраћен за Ленчен, име под којим су се чланови краљевске породице увек називали Хеленом. Као ћерку суверена, Хелена је од рођења носила име Њено Краљевско Височанство Принцеза Хелена. Хелена је крштена 25. јула 1846. у приватној капели у Бакингемској палати. Кумови су јој били наследни велики војвода од Мекленбург-Стрелица (супруг краљичиног рођака); војвоткиња од Орлеанса (за коју је краљица мајка војвоткиња од Кента била пуномоћник); и војвоткиња од Кембриџа (краљичина тетка).
Хелена је била живо и отворено дете, а против братског задиркивања реаговала је ударајући насилника по носу. Њени рани таленти укључивали су цртање. Дама Августа Стенли, позитивно је прокоментарисала уметничко дело трогодишње Хелене.
Попут својих сестара, и она је у раним годинама могла да свира клавир по високим стандардима. Остала интересовања су била наука и технологија, које је делио њен отац принц Алберт, и јахање и вожња чамцима, два од њених омиљених занимања из детињства. Међутим, Хелена је постала средња ћерка након рођења принцезе Луизе 1848. године, а њене способности су засениле њене сестре. 

### Смрт оца
Хеленин отац, принц Алберт, умро је 14. децембра 1861. Краљица је била тужна и наредила је свом домаћинству, заједно са својим ћеркама, да се преселе из Виндзора у кућу Озборн, краљичину резиденцију на Острву Вајт. Хеленина туга је такође била дубока и она је месец дана касније написала пријатељици: „Оно што смо изгубили ништа не може никада заменити, а наша туга је најгорча, најгорча ... Обожавала сам тату, волела сам га више од свега на земљи, његова реч је била најсветији закон, а он ми је био помоћ и саветник ... Ови сати су били најсрећнији у мом животу, а сада је све готово. “
Краљица се као незванична секретарица ослањала на своју другу најстарију ћерку принцезу Алису, али Алиси је требао сопствени помоћник. Иако је Хелена била следећа најстарија, Викторија ју је сматрала непоузданом због њене неспособности да дуго траје без плакања. Стога је Луиз изабрана да преузме улогу уместо ње. Алиса је била удата за принца Луја од Хесена 1862. године, након чега је Хелена преузела улогу - коју је један биограф описао као „штап“ старости своје мајке - У овој улози извршавала је мање секретарске задатке, попут писања краљичиних писама, помагања у политичкој преписци и пружања друштва.

## Брак

### Контроверзе
Принцеза Хелена започела је рано кокетирање са бившим библиотекаром свог оца Kарлом Руландом, након именовања у Краљевско домаћинство на препоруку барона Стокмара 1859. године. Имао је довољно поверења да предаје немачки језик Хеленином брату, младом принцу од Велса, и био је коју је краљица описала као „корисну и способну“. Када је краљица открила да се Хелена романтично везала за краљевског слугу, одмах је отпуштен и вратио се у родну Немачку и никада није изгубио краљичино непријатељство.
После Руландовог одласка 1863. године, краљица је тражила мужа за Хелену. Међутим, као средње дете, шансе за моћно савезништво са европском краљевском кућом биле су мале. Њен изглед је такође забрињавао, јер је до петнаесте године биограф је описао као здепасту, трапаву и са великом брадом. Даље, Викторија је инсистирала да Хеленин будући супруг мора бити спреман да живи у близини краљице, држећи тако своју ћерку у близини. Њен избор је на крају пао на принца Кристијана од Шлезвиг-Холстајна; међутим, потенцијални брак је био политички незгодан и изазвао је озбиљан прекршај у краљевској породици.
Шлезвиг и Холстајн су били две територије за које су се водиле борбе између Пруске и Данске током Првог и Другог шлезвичког рата. У последњем су Пруска и Аустрија победиле Данску, али је Војводство потраживало војводства за породицу принца Кристијана. Међутим, након аустријско-пруског рата, у којем је Пруска напала и заузела војводства, постале су пруске, али породица принца Кристијана ипак је полагала титулу војвода од Шлезвиг-Холстајна. 
Стога је брак ужаснуо данску краља Кристијана, краљицу Александру, принцезу од Велса, која је узвикнула: „Војводства припадају тати.“ Александра је подршку пронашла у свом супругу, свом брату принцу Алфреду и својој другој сестри, Принцези Алиси, која је отворено оптужила своју мајку да је жртвовала Хеленину срећу ради краљице. Алиса је такође тврдила да ће то смањити ионако ниску популарност њене сестре, престолонаследнице Пруске, на двору у Берлину. Међутим, и неочекивано, Принцеза Престолонаследница, која је дуго година била лични пријатељ Кристијанове породице, горљиво је подржала предложени савез.
Упркос политичким контроверзама и њиховој разлици у годинама - био је петнаест година старији од ње - Хелена је била задовољна Кристијаном и била је одлучна да се уда за њега. Као млађем сину невладајућег војводе, одсуство било каквих страних обавеза омогућило му је да остане трајно у Британији - краљичина примарна брига - и она је изјавила да ће се брак наставити. Хелена и Кристијан су заправо били рођаци пореклом од Фредерика, принца од Велса. Односи између Хелене и Александре остали су затегнути, а Александра није била спремна да прихвати Кристијана (који је такође био рођак Александре пореклом од данског краља Фредерик V) као рођака или шурака. Краљица никада није опростила принцези од Велса оптужбе за посесивност, а недуго затим о Велшанима је написала: „Берти је најљубазнији и љубазнији, али Алик [име љубимца за Александру] никако није оно што би требало да буде. Проћи ће дуго пре него што поврати моје самопоуздање “.

### Веридба и венчање
Верење је проглашено 5. децембра 1865. године, и упркос првобитном одбијању принца од Велса да присуствује, принцеза Алиса се умешала, а венчање је било срећна прилика. Краљица је дозволила да се церемонија одржи у дворцу Виндзор, додуше у приватној капели, а не у величанственијој капели Светог Ђорђа 5. јула 1866. Краљица је своју црну жалосну хаљину растеретила белом капом која је била пребачена преко леђа. Главни гости су се појавили у капели уз звук Бетовеновог Тријумфалног марша, стварајући спектакл покренут само изненадним нестанком принца Џорџа, војводе од Кембриџа, који је изненада имао напад гихта. Кристијан је ушао у капелу са своје две присталице, принцом Едвардом од Саксе-Вејмара и принцом Фредериком од Шлезвиг-Холстејна, а Хелену је "дала" мајка која ју је спровела до пролаза са принцом од Велса и осам деверуша. Кристијан је изгледао старије него што је био, а један гост је коментарисао да је Хелена изгледала као да се удаје за остарелог ујака. Заправо, када је први пут позван у Британију, претпоставио је да га је удовица краљица прегледавала као новог мужа за себе, а не као кандидата за једну од својих ћерки. Пар је прву ноћ брачног живота провео у Озборну, пре меденог месеца у Паризу, Интерлакену и Ђенови.

### У браку
Хелена и Кристијан су били одани једно другом и водили су миран живот у поређењу са Хелениним сестрама. Након венчања, настанили су се у ложи Камберленд у Виндзору, традиционалној резиденцији захваљујући почасном положају који је Кристијану доделила краљица. Док су боравили у Лондону, живели су у белгијском апартману у Бакингемској палати. Пар је имао шесторо деце: Кристијан Виктор од Шлезвиг-Холстајна , Алберт, војвода Шлезвиг-Холстајн, Хелена Викторија од Шлезвиг-Холстајна, Марија Луиза од Шлезвиг-Холстајна. Њихова последња два сина су рано умрла; Харалд је умро осам дана након рођења 1876. године, а неименовани син је мртворођен 1877. Принцеза Луиза, Хеленина сестра, наручила је француском вајару Жилу Далоуу да скулптира спомен на Хеленину мртву новорођенчад.
Пару је додељена парламентарна рента од 6000 фунти годишње, што је краљица затражила лично. Поред тога, намирен је мираз од 30.000 фунти, а краљица је брачном пару дала 100.000 фунти, што је доносило приход од око 4.000 фунти годишње. Кристијан је добио почасни положај високог управника Виндзора и постао краљевски комесар за велику изложбу 1851. Међутим, често је био одсутна фигура на састанцима, јер је проводио време са својим кућним љубимцима.
Хелена је, као што је и обећано, живела близу краљице, а и она и Беатрис обављале су дужности за њу. Беатрис, коју је Викторија припремала за главну улогу на својој страни, обављала је важније дужности, а Хелена је преузимала мање ствари које Беатрис није имала времена да уради. У каснијим годинама, Хелени је помагала невенчана ћерка Хелена Викторија, којој је краљица диктирала свој дневник у последњим месецима живота.
Хеленино здравље није било чврсто и била је зависна од дроге опијум и лауданум. Међутим, краљица није веровала да је Хелена заиста болесна, оптужујући је за хипохондрију подстакнуту од попустљивог супруга. Краљица Викторија писала је својој ћерки престолонаследници Пруске, жалећи се да је Хелена била склона да се „размазила (и Кристијан такође) и да попушта у свему што је циљ њених лекара и медицинске сестре и учиниће све да мање размишља о себи и свом заточењу ". Хипохондрија није довела до свих њених здравствених бојазни; 1869. морала је да откаже путовање у замак Балморал када јој је позлило на железничкој станици. Године 1870. патила је од тешког реуматизма и проблема са зглобовима. У јулу 1871. патила је од загушења у плућима, болести која је проузроковала „велику забринутост чланова краљевске породице“. Године 1873. била је присиљена на опоравак у Француској као резултат болести, а 1880-их је отпутовала у Немачку код окулиста.

## Активности

### Болничка нега
Хелена је била веома заинтересована за негу и била је оснивачица Женског комитета британског Црвеног крста 1870. године, играјући активну улогу у регрутовању медицинских сестара и организовању пружања помоћи током француско-пруског рата. Потом је постала председница Британског удружења медицинских сестара (РБНА) од њеног оснивања 1887. Године 1891. добила је префикс "Ројал", а следеће године добила је краљевску повељу. Била је снажни присталица регистрације медицинских сестара, чему су се супротставиле Флоренс Натингејл и водеће јавне личности. У говору који је Хелена одржала 1893. године, јасно је ставила до знања да РБНА ради на „побољшању образовања и статуса посвећених и самопожртвованих жена чији су читави животи посвећени нези болесних, страдалих и умирућих“. У истом говору је упозорила на противљење и лажно представљање на које су наишли. Иако се РБНА залагала за регистрацију као средство за побољшање и гарантовање професионалног статуса обучених медицинских сестара, њено укључивање у тајни савет омогућило јој је да води списак, а не формални регистар медицинских сестара. 
После смрти краљице Викторије 1901. године, нова краљица Александра инсистирала је на замењивању Хелене на месту председнице Службе за негу војске. То је довело до даљег прекида између краљевских дама, с краљем Едвардом ухваћеним у средини између његове сестре и његове жене. Дворска дама Лејди Робертс написала је пријатељу: „ствари су понекад биле веома тешке и не увек пријатне“. Међутим, у складу са чином, Хелена је пристала да поднесе оставку у Александрину корист и задржала је место председнице Резервата за негу војске. Иако се мислило да је то само артефакт који су створиле даме у друштву, Хелена је спроводила ефикасан и аутократски режим - „ако се неко усуди да се не сложи са Њеним Краљевским Височанством, она је једноставно рекла:„ То је моја жеља, то је довољно “. 
РБНА је постепено пропадао након Закона о регистрацији медицинских сестара 1919; након шест неуспелих покушаја између 1904. и 1918, британски парламент усвојио је закон којим се дозвољава формална регистрација медицинске сестре. Резултат тога је Краљевски колеџ за негу (РКН), а РБНА је изгубила чланство и доминацију. Хелена је подржала предложено спајање РБНА са новим РКН, али то се показало неуспешним када се РБНА повукла из преговора. Међутим, и даље је била активна у другим сестринским организацијама и била је председница Огранка острва Вајт, Виндзор и Покрет Светог Јована. На овом положају, она је лично потписала и представила хиљаде правилника о стручности у нези.

### Шивење
Хелена је такође била активна у промоцији ручног рада и постала је прва председница Школе уметничког ручног рада 1872. године; 1876. године стекла је „краљевски“ префикс, поставши Краљевска школа шивења. Хелениним речима, циљ школе био је: „прво, оживети прелепу уметност која је била скоро изгубљена; и друго, кроз њено оживљавање, обезбедити запослење за госпође које нису имале одговарајућа средства за живот.“ Као и код њених других организација, она је била активни председник и радила је на томе да школа остане на равномерном нивоу са осталим школама. Лично је писала краљевским комесарима тражећи новац; на пример, 1895. године тражила је и стекла 30.000 фунти за подизање зграде за школу у Јужном Кенсингтону. Њен краљевски статус помогао је његовој промоцији и одржавала је у четвртак поподне чајанке у школи за даме из друштва, које су желеле да их виде у присуству краљевских личности попут принцезе Хелене. Када је одржан Божићни базар, понашала се као главна продавачица, стварајући дуге редове људи жељних да их она лично услужи. 
Хелена је била нестрпљива да помогне деци и незапосленима и почела је да организује бесплатне вечере у њихову корист у Виндзору. Председавала је двема од ових вечера, у фебруару и марту 1886. године, а током сурове зиме те године деци и незапосленим мушкарцима послужено је преко 3.000 оброка. Својим добротворним активностима постала је популарна међу људима; говорило се да су је „сиромашни из Виндзора обожавали“. 

## Писање
Међу осталим Хелениним хобијима било је писање, посебно превођење. Године 1867, када је написана прва биографија њеног оца, примећује се да је његова писма Хелена превела (са немачког на енглески) „са изненађујућом верношћу“. Уследили су и други преводи, а она је 1887. године објавила превод Мемоари о Вилхелмини, принцези из Пруске. Суботња ревија (часопис) писала је да је Хелена написала енглеску верзију која је била потпуно жива, са звучним преводом речника и високом тачношћу у духу. Њен коначни превод изведен је 1882. године, у немачкој књижици под називом Прва помоћ повређенима, коју је првобитно објавио Кристијанов зет. Објављен је неколико пута до 1906. године. 
Питање ауторских права настало је након објављивања писама које је написала Хеленина сестра, принцеза Алиса. У Немачкој је издање Алисиних писама објављено 1883. године, од стране свештеника из Дармштата по имену Карл Сел, који је изабрао писма које му је краљица ставила на располагање. Када је то учињено, Хелена је писала Селу и затражила дозволу за објављивање немачког текста на енглеском језику, што је и одобрено, али без знања издавача др Бергстрасера. У децембру 1883. Хелена је писала сер Теодору Мартину, фаворизованом краљевском биографу, обавештавајући га да Бергстрасер полаже право на ауторска права на Алисина писма и на основу тога захтева одлагање објављивања енглеског издања. Мартин је деловао као посредник између Хелене и Бергстрасера, који су тврдили да су добили много понуда од енглеских издавача и да би изабрани очекивао висок хонорар.
Бергстрасер је био убеђен да одустане од захтева за одлагањем објављивања и да измени своја потраживања ауторских права за узврат за паушални износ. Међутим, краљица и Хелена су то одбиле тврдећи да ауторска права припадају краљици и да је само Селов оригинални предговор био отворен за преговоре. Краљевске даме сматрале су Бергстрасерове тврдње „неоправданим, ако не и дрским“ и одбиле су директно комуницирати с њим. На крају је Бергстрасер дошао у Британију у јануару 1884. године, спреман да прихвати 100 £ за првих 3.000 примерака и додатних 40 £ за сваку следећу хиљаду продатих примерака. Мартин је изабрао издавача Џона Мареја, који је након даљих преговора са Бергстрасером штампао прве примерке средином 1884. године. Распродато је готово одмах; али за друго издање Мареј је Селову биографску скицу принцезе Алисе заменио мемоарима од 53 странице које је написала Хелена. Тиме је избегнут проблем тантијема за продају, и то што је Хелена своје име дала мемоарима својој сестри, привукло је веће интересовање за књигу. 

## Касније године
Хеленин омиљени син, принц Кристијан Виктор, умро је 1900. године, а убрзо је уследила и њена мајка, два месеца касније, 22. јануара 1901. године, краљица Викторија, 22. јануара 1901. Нови краљ, Едвард VII, није имао блиске везе са својим преживеле сестре, са изузетком принцезе Луизе. Хеленин нећак, принц Александар од Батенберга (касније маркиз од Карисбрука) забележио је да је краљица Александра била љубоморна на краљевску породицу и да неће позивати своје заове у Сандрингам. Штавише, Александра се никада није у потпуности помирила са Хеленом и Кристијаном након њихове брачне контроверзе 1860-их. 
Хелена је релативно мало виђала своју преживелу браћу и сестре и наставила је своју улогу као подршка монархији и као активисткиња многих добротворних организација које је представљала. Она и Кристијан водили су миран живот, али су обавили неколико краљевских веридби. Једном таквом приликом, старији пар представљао је краља на годишњици сребрног венчања, 1906. године,Вилхелма II (Хеленин нећак) и његове супруге Августе Викторије (Кристијанове нећакиње). Током едвардијанског периода, Хелена је посетила гроб свог сина, принца Кристијана Виктора, који је умро 1900. године од напада маларије током служења Другог бурског рата. Срео ју је јужноафрички премијер Луиз Бота, али Јан Смутс је одбио да је упозна, делом зато што је био огорчен што је Јужна Африка изгубила рат, а делом зато што је његов син умро у британском концентрационом логору.
Године 1902, Хелена и њен супруг су се преселили у кућу у предграђу Лондона.
Краљ Едвард је умро 1910. године, а Први светски рат започео је четири године након његове смрти. Хелена је своје време посветила нези, а њена ћерка, принцеза Мари Луиз, у својим мемоарима забележила је да су Хелени и њене сестре стизали телеграми и вести о вољенима. Одлучено је да писма треба проследити престолонаследници Маргарети од Шведске, јер је Шведска током рата била неутрална. Током рата Хелена и Кристијан су 1916. године прославили златну годишњицу венчања и упркос чињеници да су Британија и Немачка ратовале, Вилхелм је преко престолонаследнице Шведске послао честитку телетани и ујаку. Краљ Џорџ V и краљица Марија били су присутни када је примљен телеграм, а краљ је приметио Хеленину ћерку Мари Луиз да јој је бивши супруг, принц Ариберт од Анхалта, пружио услугу када ју је испоставио. Када је Мари Луиза рекла да би побегла у Британију да је још увек у браку, краљ је рекао, „с трептајем у оку“, да би морао да је интернира. 
Године 1917, као одговор на талас антинемачког осећања који је окруживао рат, Џорџ V је променио презиме из Сакs-Kобург и Гота у Виндзор. Такође је одбацио све немачка презимена и имена у својој породици, тако да су Хелена и њене ћерке једноставно постале принцеза Кристијан, принцеза Хелена Викторија и Марија Луиз без територијалне ознаке. Хеленин преживели син, Алберт, борио се на страни Пруса, иако је јасно ставио до знања да се неће борити против земље своје мајке. Исте године, 28. октобра, принц Кристијан је умро у кући Скомберг. Хеленине последње године проведене су у свађи са комесарима, који су је покушали одвести из куће Скомберг и ложе Камберленд због трошкова вођења њених домаћинстава. Нису успели, јер су показани јасни докази о њеном праву да живи у тим резиденцијама доживотно. 

### Смрт
Принцеза Хелена, принцеза Кристијан од Шлезвиг-Холстајна, умрла је у кући Скомберг 9. јуна 1923. године у доби од 77 година. Њену сахрану, предводио је краљ Џорџ. Пук њеног омиљеног сина, принца Кристијана Виктора, поредао се степеницама капеле Светог Ђорђа у дворцу Виндзор. Иако је првобитно покопано у Краљевском трезору код Светог Ђорђа 15. јуна 1923, њено тело је поново сахрањено у Краљевском гробљу, Фрогмору, неколико миља од Виндзора, након његовог освећења 23. октобра 1928. године.

## Наслеђе
Хелена је била посвећена нези и преузела је вођство у добротворним организацијама које је представљала. Такође је била активна у кампањама и писала је писма новинама и часописима промовишући интересе регистрације медицинских сестара. Њен краљевски статус помогао је промовисању публицитета и друштвеног интереса који су окруживали организације попут Краљевског удружења медицинских сестара. РБНА и данас опстаје са Обри Роуз као председницом. 
По изгледу, Џон ван дер Кисте, Хелену је описао као пунашну и разуздану; и темпераменту, онако смирену и пословну, са ауторитарним духом. Једном приликом, током националног штрајка на пристаништу, надбискуп Кантербури саставио је молитву надајући се њеном брзом завршетку. Хелена је стигла у цркву, прегледала свој службени лист и гласом који је њена ћерка описала као „продорни шапат краљевске породице, који је носио даље од било ког мегафона“, приметила је: „Та молитва неће решити никакав штрајк“. Њен изглед и личност критиковани су у писмима и часописима краљице Викторије, а биографи су следили тај пример. Међутим, Хеленина ћерка, принцеза Мари Луиз, описала ју је као: врло љупка, са валовитом смеђом косом, прелепим малим равним носом и дивним очима боје јантара ... Била је веома талентована: изврсно је свирала клавир, имала је посебан дар за цртање и сликање у воденим бојама ... Њена изузетна поклон је била оданост њеним пријатељима ... Била је сјајно паметна, имала је осећај за посао. ... 
Музика је била једна од њених страсти; у младости је свирала клавир. Њена одлучност да изврши широк спектар јавних дужности стекла је широку популарност. Два пута је представљала мајку у салонима, присуство које се сматрало еквивалентним представљању самој краљици.
Хелена је била најближа свом брату, принцу Алфреду, који ју је сматрао својом омиљеном сестром. Иако су је савременици описивали као страшљиву приврженост краљици, до те мере да није имала свој став, активно је водила кампању за женска права, поље које се краљица гнушала. Ипак, и она и Беатрис остале су најближе краљици, а Хелена је остала близу мајчине стране до последње смрти. Њено име је последње записано у краљичином седамдесет година старом часопису. 

## Потомство
Принц и принцеза Кристијан имали су шесторо деце, од којих је четворо доживело пунолетство. Имали су једну унуку Валерију Мари Шлезвиг-Холстајн, која је умрла 1953. године као њихов последњи потомак.
| Име                                         | Рођење           | Смрт             | Напомене                                                                                           |
| ------------------------------------------- | ---------------- | ---------------- | -------------------------------------------------------------------------------------------------- |
| Принц Кристијан Виктор од Шлезвиг-Холстајна | 14. април 1867   | 29. октобар 1900 | Омиљени син мајке; умро неожењен док је служио у бурском рату                                      |
| Алберт, војвода од Шлезвиг-Холстајна        | 28. фебруар 1869 | 27. април 1931   | Успео на месту главе куће Олденбург 1921; имао једну ванбрачну ћерку, Валери Мари Шлезвиг-Холстајн |
| Принцеза Хелена Викторија Шлезвиг-Холстајн  | 3. мај 1870      | 13. март 1948    | Није се удавала, последњи јавни наступ је био на венчању Елизабете II                              |
| Принцеза Марија Луиз од Шлезвиг-Холстајна   | 12. август 1872  | 8. децембар 1956 | Удала се 1891 године са Арибертом од Анхалта међутим развели су се после годину дана брака         |
| Принц Харалд                                | 12. мај 1876     | 20. мај 1876     | Преминуо после осам дана живота                                                                    |
| Неименовани син                             | 7. мај 1877      | 7. мај 1877      | |